# Čeněk Gregor
Čeněk Gregor (17. srpna 1847 ve Svratce na Vysočině – 5. listopadu 1917 v Praze) byl český stavitel a politik.

## Životopis
Čeněk Gregor se narodil jako syn hrnčíře a svrateckého starosty Jiřího Gregora. Vystudoval obecnou školu ve Svratce, pak hlavní školu v Poličce a poté studoval na reálkách ve Vysokém Mýtě a Kutné Hoře. Již jako student pracoval ve veřejném životě svého rodiště, stal se spoluzakladatelem divadelního spolku Kollár.
Po dokončení studií architektury na pražské technice v roce 1870 se usadil v Praze, do roku 1873 pracoval v kanceláři architekta Josefa Hlávky. Od roku 1875 působil jako stavitel. Se stavitelem Karlem Starkem dokončil budovu Národního divadla, stavěl budovu Muzea království českého, kostel na Smíchově, palác Živnostenské banky, Wilsonovo nádraží, Průmyslovou školu na Smíchově i lékařskou fakultu. Dal podnět k postavení pomníku Mistra Jana Husa na Staroměstském náměstí, v roce 1895 byl čestným předsedou Národopisné výstavy v Praze.
Od listopadu 1878 až do smrti zasedal ve sboru obecních starších v Praze, dne 17. listopadu 1893 byl zvolen 79 hlasy z 82 starostou hlavního města Prahy, kterým byl do 12. prosince 1896. Ve své funkci se zasloužil hlavně rozvoj kanalizace a vodovodu, čtrnáct let předsedal správní radě společné vodárny měst Prahy, Karlína, Smíchova, Královských Vinohrad a Žižkova.
Dne 15. srpna 1917 byl jmenován čestným občanem města Svratky, 17. srpna 1947 mu na rodném domě byla odhalena pamětní deska.
Zemřel 5. listopadu 1917 v Praze a pochován byl na Olšanských hřbitovech.